# 匍匐狸藻
匍匐狸藻（学名：Utricularia adpressa）为狸藻属食虫植物。其种加词“adpressa”来源于拉丁文“adpressus”，意为“紧贴的”。其分布于中美洲和南美洲的伯利兹、巴西、法属圭亚那、圭亞那、苏里南、千里達及托巴哥的特立尼达岛和委內瑞拉。曾记录到阿尔瓦罗·费尔南德斯-佩雷斯（Alvaro Fernández-Pérez）在哥伦比亚采集到了匍匐狸藻，但其实为奇里比库特山狸藻（U. chiribiquitensis）。匍匐狸藻陆生于海拔约1250米的潮湿砂质稀树草原内。其最初由菲利普·萨尔兹曼（Philipp Salzmann）命名。1838年，由奥古斯丁·圣-希莱尔和弗雷德里克·吉拉德（Frédéric de Girard）正式描述与发表。